# Timofei Sawwitsch Morosow

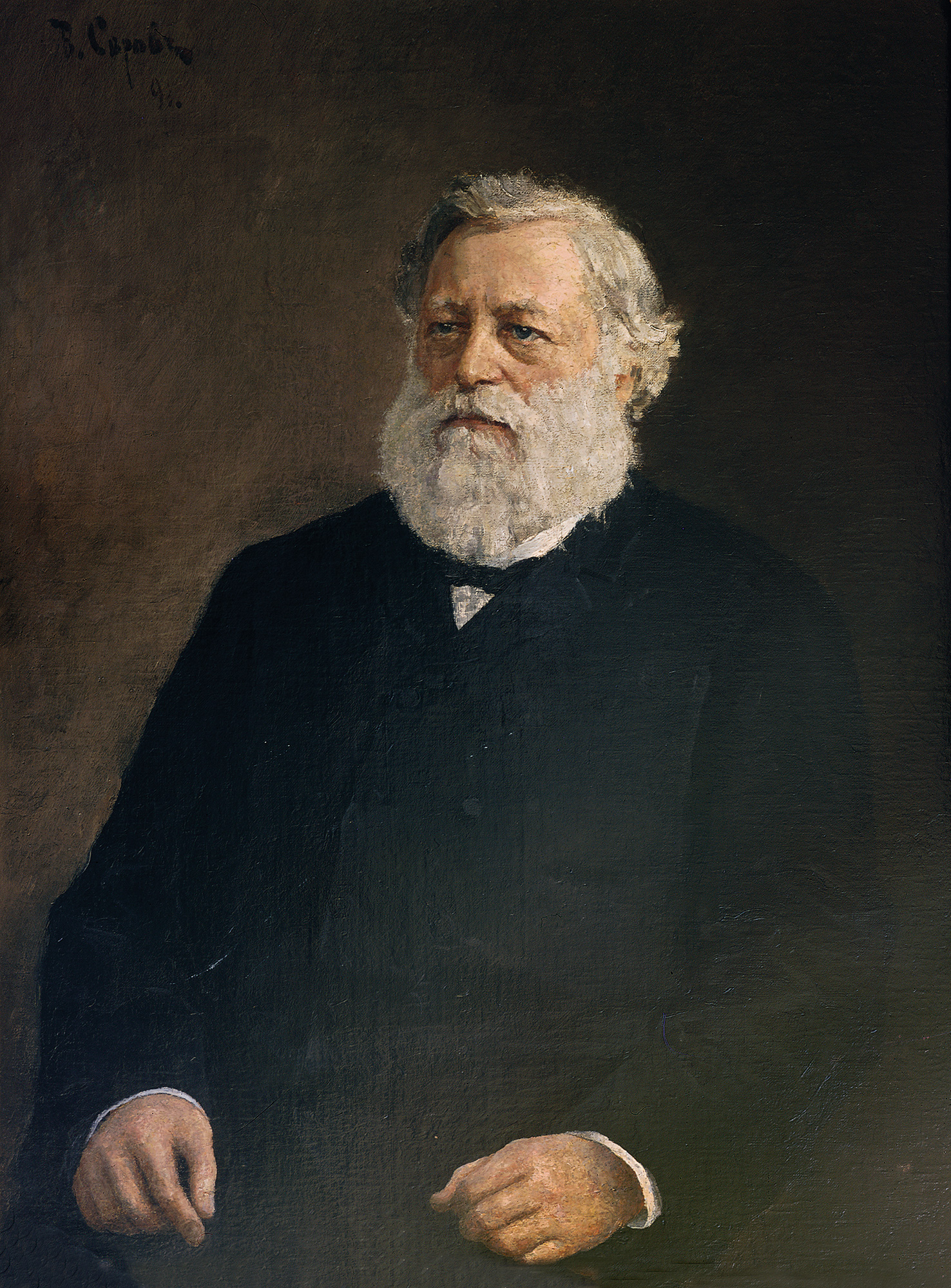
Timofei Sawwitsch Morosow (W. A. Serow, 1891, Museum of Avant-Garde Mastery (MAGMA) Wjatscheslaw Mosche Kantors)

Timofei Sawwitsch Morosow (russisch Тимофей Саввич Морозов; * Januar 1823 in Moskau; † 10. Oktoberjul. / 22. Oktober 1889greg. in Mischor, Ujesd Jalta) war ein russischer Unternehmer und Mäzen.

## Leben
Morosow war der jüngste Sohn des ursprünglich leibeigenen altgläubigen Textilunternehmers Sawwa Wassiljewitsch Morosow, der sich 1821 mit seinen Söhnen aus der Leibeigenschaft freigekauft hatte. So war nur der jüngste Sohn Timofei frei geboren, so dass der Vater ihn zu seinem Nachfolger bestimmt hatte.
1857 begann Morosow Grundstücke im Gouvernement Twer zu kaufen, um dort eine Manufaktur zur errichten. 1859 wurde die Twerskaja Manufaktura eröffnet. Nachdem er sich 1871 mit seinen älteren Brüdern auf die Aufteilung des väterlichen Erbes geeinigt hatte, wandelte Morosow das Familienunternehmen in das Handelshaus Sawwa Morosow Sohn und Co. um mit ihm als Hauptbesitzer. Er widmete sich vollständig dem Unternehmen und dazu der Wohltätigkeit zusammen mit seiner Frau Marija Fjodorowna geborene Simonowa.
Morosows vielfältiges Unternehmen mit Zentrum in Nikolskoje bestand aus 6 Haupt- und 9 Nebenproduktionsstätten, die er stetig modernisierte. Dazu gehörte eine eigene Eisenbahnlinie, die von der Eisenbahnlinie Moskau-Nischni Nowgorod abzweigte. Damit gelang Morosow die Massenproduktion von Textilien von der Baumwollverarbeitung bis zum Endprodukt. Damit wurde die Morosow-Manufaktur ein Vorreiter in Russland. Nach der russischen Annexion von Chiwa und Buchara gehörte Morosow zu den Ersten, die von dort unter Überwindung der Transportprobleme die Baumwolle importierten. Zusammen mit anderen initiierte Morosow die Moskauer Abteilung der Gesellschaft zur Förderung des Handels und der Industrie, die 1885 feierlich im Polytechnischen Museum eröffnet wurde.
Morosow übernahm seit 1868 öffentliche Aufgaben und nahm viele öffentlichen Ämter wahr. 1866–1876 war er Mitglied der Moskauer Stadtduma. Wiederholt wurde er in die Moskauer Abteilung des Handels- und Manufakturrats und in andere Beratungsgremien gewählt. Für die Moskauer Unternehmerschaft trat er für protektionistische Maßnahmen in der Wirtschaftspolitik ein. Er unterstützte den ersten Handels- und Industriekongress 1870, auf dem er über die Entwicklung des Baumwollanbaus in Zentralasien vortrug. Auf dem zweiten Kongress 1882 leitete er die Arbeit in zwei (von sieben) Sektionen über Handel und Post- und Telegrafieverkehr.
Morosow stand den Slawophilen nahe und unterstützte deren Zeitung Moskwa, die von Iwan Sergejewitsch Aksakow und Iwan Kondratjewitsch Babst geleitet wurde.
Zur beschleunigten Entwicklung der nationalen Industrie stiftete Morosow Auslandsstudienstipendien für Absolventen der Moskauer Technikschule, von denen er viele in sein Unternehmen aufnahm. Er war Mitglied der Gesellschaft zur Unterstützung unvermögender Studenten der Universität Moskau. Besonders bekannt wurde Morosow durch seine Förderungen des Gesundheitswesens nicht nur in Russland, sondern auch im Königreich Serbien. Er sorgte für die Eröffnung eines Krankenhauses in Belgrad. Auf seine Initiative und mit seiner Unterstützung wurde in Moskau auf dem Dewitschje Pole eine Frauenklinik eröffnet, und er förderte den Ausbau zweier psychiatrischer Kliniken in Moskau.
Als 1885 das Morosow-Unternehmen bestreikt wurde, zog sich Morosow auf seine Datsche Mischor auf der Krim bei Jalta zurück und überließ die Regelung seiner Nachlassangelegenheiten seiner Frau Marija Fjodorowna. Er wurde in Moskau auf dem Rogoschskoje-Friedhof begraben. In seinem Testament forderte Morosow seine 10 Kinder auf, 5 % ihres Erbes für besitzlose Mitmenschen auszugeben. In der Tat waren seine Kinder und seine Frau Mäzene und Philanthropen. Morosows zweitjüngster Sohn Sawwa Timofejewitsch übernahm die Manufaktur in Nikolskoje. Der jüngste Sohn Sergei Timofejewitsch organisierte und leitete das Moskauer Handwerksmuseum und heiratete nach der Emigration Olga Wassiljewna Kriwoscheina (1866–1953), die jüngste Schwester des Politikers Alexander Wassiljewitsch Kriwoschein.
Der Historiker und Kunstsammler Michail Morosow war ein Großneffe Morosows.

## Ehrung
- Russischer Orden der Heiligen Anna für grundlegende Arbeiten für die Gewerbe- und Kunstausstellung 1882 in Moskau